# Rhytidoporus indentatus
Rhytidoporus indentatus är en insektsart som beskrevs av Philip Reese Uhler 1877. Rhytidoporus indentatus ingår i släktet Rhytidoporus och familjen taggbeningar. Inga underarter finns listade i Catalogue of Life.